# Dryopteris azorica
Dryopteris azorica là một loài thực vật có mạch trong họ Dryopteridaceae. Loài này được (H. Christ) Alston miêu tả khoa học đầu tiên năm 1956.